# Jekaterina Makarova
Jekaterina Valerjevna Makarova (ryska: Екатерина Валерьевна Макарова), född 7 juni 1988 i Moskva, är en rysk tennisspelare. Hon är olympisk mästare i damdubbel tillsammans med Jelena Vesnina. De vann även två Grand Slam titlar i damdubbel, Franska öppna 2013 och US Open 2014.
Makarova började med 6 år spela tennis. Hon spelar främst från linjen och föredrar gräs- samt hårdplatser. Som singelspelare vann hon två tävlingar i WTA-touren, 2010 i Eastbourne (Storbritannien) och 2014 i Pattaya (Thailand).